# 伯朝拉河
伯朝拉河（羅馬化：Pechora/Pecora）又譯比初拉河、伯紹拉河或白紹拉河，是位于俄罗斯西北部的一条河流。它发源于科米共和国境内的乌拉尔山脉，向北流经涅涅茨自治区，中下游流经伯朝拉低地，最终在纳里扬马尔注入巴伦支海。全长1,809公里，流域面积32.2万平方千米，河口处年平均流量4 100m3/秒，平均径流量1,290亿立方米。主要支流有右岸的伊雷奇河和乌萨河、左岸的伊日马河和齐利马河。春季多有春汛，夏季有洪水。结冰期从10月末至第二年5月。特罗伊茨科-伯朝拉斯克以下部分可通航。该河流域内有大型油气田和煤田。主要捕捞鲑鱼和白鲑等。伯朝拉河沿岸主要城市有伯朝拉和纳里扬马尔。